# Jewish Review of Books
Jewish Review of Books é uma revista trimestral com artigos de literatura, cultura e temas atuais duma perspectiva judaica. É publicado na Cidade de Nova Iorque.
A revista foi lançada em 2010 com um comitê editorial que incluí Leon Wieseltier, Michael Walzer e Ruth Wisse, Shlomo Avineri e Ruth Gavison. O editor é Abraham Socher.
A revista é custeada pela Tikvah Fund, fundada por Zalman Bernstein, o qual também patrocina o Jewish Ideas Daily. As primeiras impressões foram de 30 mil cópias. Um afiliado do fundo, Bee.Ideas, LLC, também publicou Mosaic, uma revista lançada em junho de 2013 como a sucessora do Jewish Ideas Daily.
De acordo com The Jewish Week, o JRB é "descaradamente" modelado depois da venerável New York Review of Books.
Harvey Pekar e Tara Seibel colaborou em tirinhas para a primeiro das duas questões da revista.